# ماری گوتیه
ماری گوتیه (انگلیسی: Mary Gauthier؛ زادهٔ ۱۱ مارس ۱۹۶۲) یک موسیقی‌دان اهل ایالات متحده آمریکا است. وی از سال ۱۹۹۰ میلادی تاکنون مشغول فعالیت بوده‌است.